# Brama Pilzneńska w Tarnowie
Brama Pilzneńska w Tarnowie – średniowieczna brama miejska, położona na tarnowskim Starym Mieście, będąca częścią miejskiego systemu obronnego. Budowla nie zachowała się do dzisiejszych czasów.

## Lokalizacja
Brama Pilzneńska usytuowana była po wschodniej stronie zespołu tarnowskich fortyfikacji miejskich, w ciągu obecnej ul. Brama Pilzneńska.

## Architektura

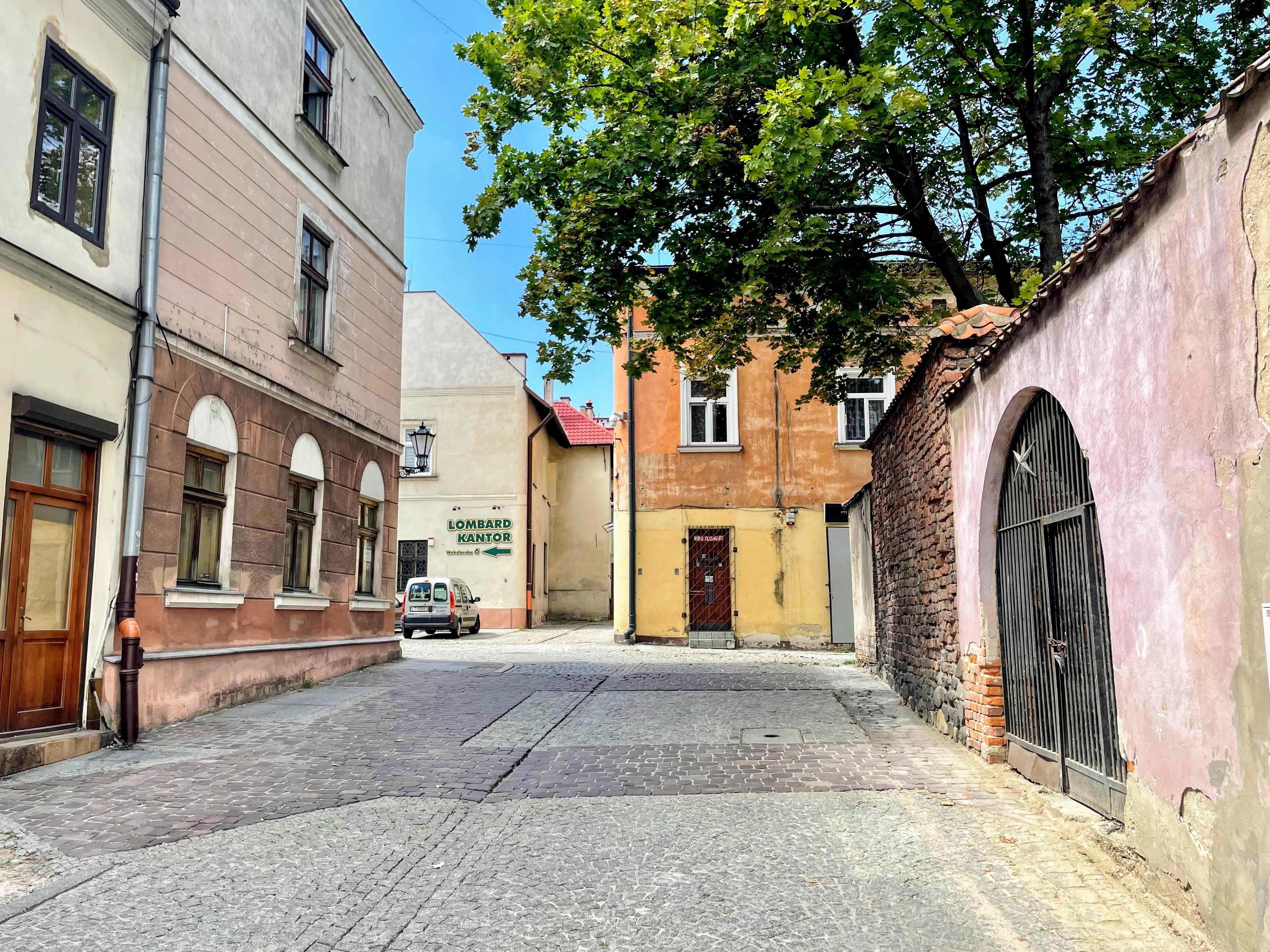
Zarys umiejscowienia bramy Pilzneńskiej utrwalony w bruku

Brama Pilzneńska była prawdopodobnie umiejscowiona w wybudowanej na planie prostokąta, kilkukondygnacyjnej przelotowej wieży obronnej lub baszcie. Jak podaje lustracja z 1732 roku, brama miała być wyposażona, prawdopodobnie od średniowiecza, w potrójne wrota, furty dla pieszych oraz most zwodzony. Budowla była obustronnie wysunięta przed mury miejskie, przy czym wyeksponowanie w kierunku miasta, licząc od ściany muru wewnętrznego, sięgało 4,6 metra. Przez bramę usuwano poza obwód murów spływające głównym rynsztokiem miejskie ścieki.
Brama Pilzneńska była mocniej ufortyfikowana od bramy Krakowskiej, co wynikało z faktu, że w mieście bardziej lękano się możliwości agresji ze wschodu, ze strony Tatarów i Turków, niźli napaści ze strony zachodniej.
W budynku znajdowało się mieszkanie dla stróża bramy, tzw. bramnego, zajmowane także przez instygatora (oskarżyciela miejskiego). Wiadomo również, że było ono wynajmowane (w latach 1632–1633 rejestrowano dochód z czynszu za jego wynajem). W bramie umiejscowiony był ponadto, od strony miasta, podobnie jak w krakowskiej bramie Floriańskiej oraz wileńskiej Ostrej Bramie, obraz Najświętszej Marii Panny.
Po obu stronach budowli bramnej zlokalizowane były także baszty.

## Historia
Brama Pilzneńska była budowlą pierwotną, wzniesioną w XIV wieku wraz z murami miejskimi. W ramach XVI-wiecznej modernizacji miejskich umocnień została rozbudowana. Prace budowlane przy bramie miały miejsce w 1519 roku, gdy została przebudowana, oraz w latach 1519–1520, kiedy to w rachunkach odnotowano wydatki na budowę w niej, podobnie jak w bramie Krakowskiej, hostigiów. W wyniku ówczesnej rozbudowy budowla otrzymała przede wszystkim przedbramie, a jeden z badaczy dawnego Tarnowa, Józef Edward Dutkiewicz, przypuszczał również, że wieża bramna uzyskała także attykowe nadbudowy.
Według opisu z 1723 roku, budowla podobnie jak pozostałe fortyfikacje, była w złym stanie: miała niesprawne wrota, przez co nie można było jej praktycznie wykorzystywać. W 1732 roku ukazał się szerszy opis budowli, która wcześniej była tylko luźno wspominana w aktach miejskich.
Przez Bramę Pilznieńską 31 lipca 1772 roku do Tarnowa po raz pierwszy wkroczyło wojsko austriackie, okupujące południe kraju podczas I rozbioru Polski.
Budynek rozebrano pod koniec XVIII wieku, przed 1796 rokiem; wiadomo, że widoczny był jeszcze na planach Galicji przygotowanych dla armii austriackiej w latach 1779–1783. Przypuszczalnie, po rozpoczęciu planowego wyburzania murów około 1790 roku, bramę miejską, która przeszkadzała w rozwoju urbanistycznym miasta, wyburzono na samym początku działań rozbiórkowych.
Pozostałości bramy kilkukrotnie później odkrywano. W latach 1941–1942, przy okazji prowadzonych prac ziemnych, fundamenty budowli znalazł Józef Dutkiewicz. Pozostałości budynku z kamiennymi fundamentami o wymiarach 839×710 cm odkryto także w latach 90. XX wieku, a ich zarys oznaczony został za pomocą kostki brukowej innej barwy. Elementy byłej bramy odkryto jeszcze w 2021 roku, gdy odnaleziono fragmenty XVI-wiecznego mostu będącego częścią budowli. Ówczesne odkrycie wyjaśniło, jak wyglądało przedbramie bramy Pilzneńskiej.
Z bramy wybiegała droga do Pilzna oraz Sandomierza, przebiegał przez nią także handlowy trakt ruski. Brama Pilzneńska była jedną z dwóch głównych bram miejskich prowadzących do Tarnowa.